# 삼익악기 축구단
삼익악기 축구단은 당시 삼익악기에서 운영했던 축구단으로 1988년부터 1993년까지 활동하였는데 1989년 전기리그(청룡) 당시 인천광역시를 연고지로 했다.

## 선수 명단
- 배종필
- 오승인
- 김종필
- 양희관
- 신부동
- 정광석
- 신호철
- 김만태
- 김희정
- 백송
- 권현명
- 김석곤
- 진충성
- 이주현

## 코칭 스태프
- 김유겸

## 같이 보기
- 삼익악기